# San Andrés (Buenos Aires)
San Andrés es una localidad del partido de General San Martín, en la zona norte del Gran Buenos Aires, provincia de Buenos Aires en Argentina.

## Toponimia
Toma su nombre por la estación del ramal José León Suárez, perteneciente a la exlínea del ferrocarril Mitre. Esta estación fue fundada en el año 1909, dando lugar así, al poblamiento de la zona.

## Historia
- El cuartel general de Santos Lugares

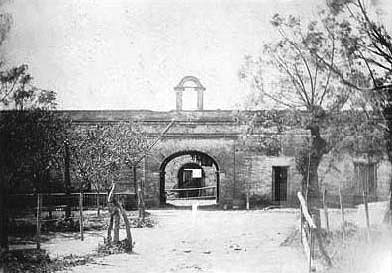
Cuartel General de Santos Lugares (1901)

En las tierras que conforman hoy esta localidad (denominada por entonces Santos Lugares de Rosas), en 1840, el gobernador de la Provincia de Buenos Aires Juan Manuel de Rosas organizó su cuartel general. Allí se firmó el fin de la intervención anglo-francesa en el río Paraná, tras los sucesos de la batalla de la Vuelta de Obligado.
Más tarde se haría famoso por los prisioneros recluidos allí y por el fusilamiento de Camila O'Gorman y su amante, el cura Ladislao Gutiérrez, el 18 de agosto de 1848. La mayor parte de las dependencias del cuartel fueron demolidas en 1906, quedando solamente en pie el edificio que albergaba la comandancia general. Actualmente funciona allí el museo histórico regional de San Martín "Brigadier general don Juan Manuel de Rosas", situado en calle 72 (Diego Pombo) 3324, entre 79 (Ayacucho) y 81 (E. Morello).

## Geografía

### Población
Contaba con 9,750 habitantes (Indec, 2001), situándose como la 16.ª localidad del partido.
La plaza Sarmiento, en la estación de San Andrés, es su único espacio verde.
Es sede del grupo de teatro Comedia Municipal General San Martín, el Club Atlético 3 de Febrero, el Círculo San Andrés, el Colegio Agustiniano, la Escuela Primaria N°16 "Gral. Manuel Belgrano" y el Museo Rosas.

### Clima

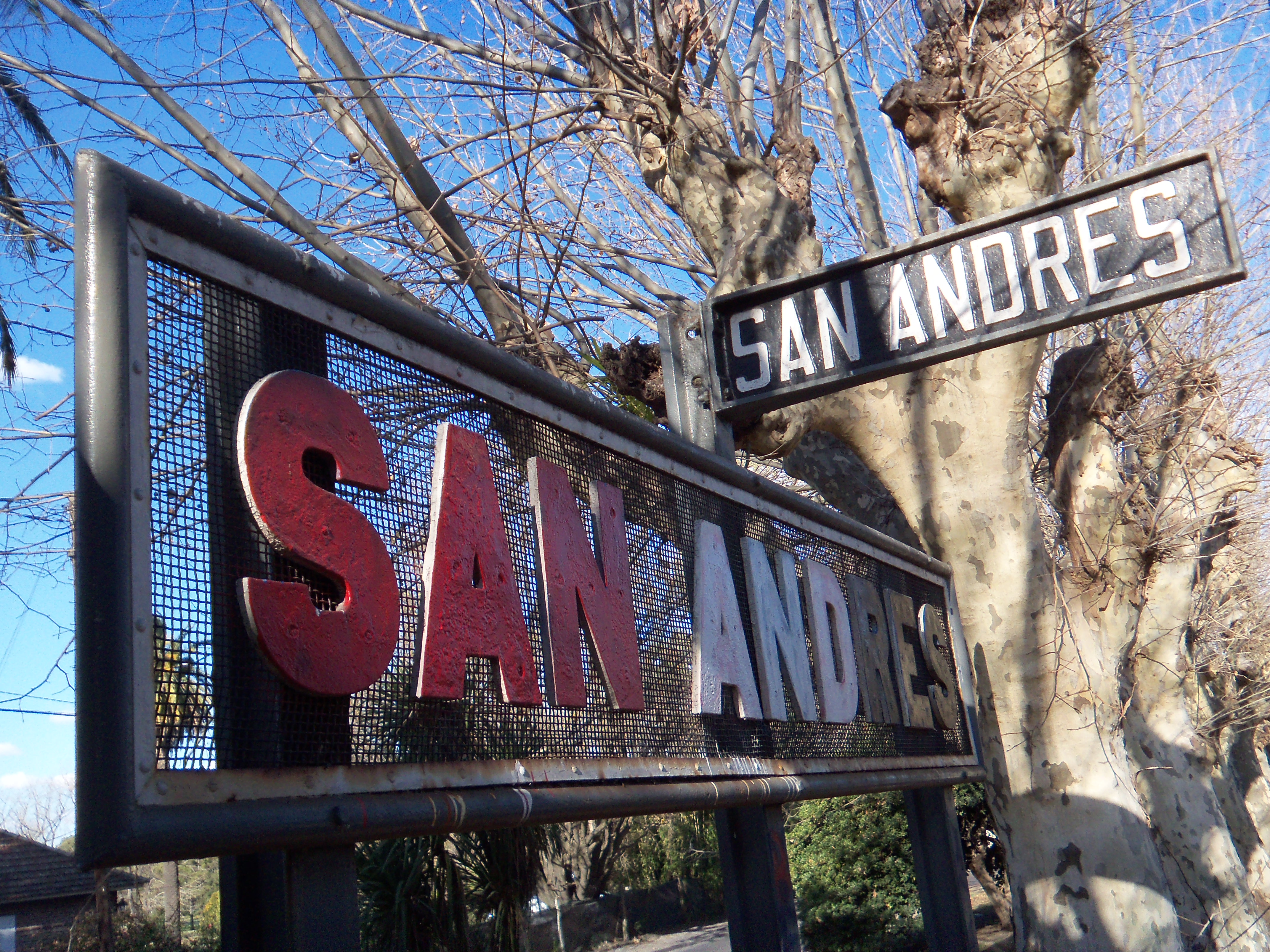
Estación San Andrés del FFCC Mitre.

| Parámetros climáticos promedio de San Andrés, BA  | Parámetros climáticos promedio de San Andrés, BA | Parámetros climáticos promedio de San Andrés, BA | Parámetros climáticos promedio de San Andrés, BA | Parámetros climáticos promedio de San Andrés, BA | Parámetros climáticos promedio de San Andrés, BA | Parámetros climáticos promedio de San Andrés, BA | Parámetros climáticos promedio de San Andrés, BA | Parámetros climáticos promedio de San Andrés, BA | Parámetros climáticos promedio de San Andrés, BA | Parámetros climáticos promedio de San Andrés, BA | Parámetros climáticos promedio de San Andrés, BA | Parámetros climáticos promedio de San Andrés, BA | Parámetros climáticos promedio de San Andrés, BA |
| Mes                                               | Ene.                                             | Feb.                                             | Mar.                                             | Abr.                                             | May.                                             | Jun.                                             | Jul.                                             | Ago.                                             | Sep.                                             | Oct.                                             | Nov.                                             | Dic.                                             | Anual                                            |
| ------------------------------------------------- | ------------------------------------------------ | ------------------------------------------------ | ------------------------------------------------ | ------------------------------------------------ | ------------------------------------------------ | ------------------------------------------------ | ------------------------------------------------ | ------------------------------------------------ | ------------------------------------------------ | ------------------------------------------------ | ------------------------------------------------ | ------------------------------------------------ | ------------------------------------------------ |
| Temp. máx. abs. (°C)                              | 39.7                                             | 39.3                                             | 37.5                                             | 35.8                                             | 30.4                                             | 27.6                                             | 27.8                                             | 34.2                                             | 34.3                                             | 34.7                                             | 36.0                                             | 38.1                                             | 39.7                                             |
| Temp. máx. media (°C)                             | 29.5                                             | 28.7                                             | 25.4                                             | 22.3                                             | 19.9                                             | 16.3                                             | 14.6                                             | 15.1                                             | 18.8                                             | 22.7                                             | 24.9                                             | 27.0                                             | 29.5                                             |
| Temp. media (°C)                                  | 23.6                                             | 23.0                                             | 19.9                                             | 16.9                                             | 14.4                                             | 10.8                                             | 9.6                                              | 10.5                                             | 13.6                                             | 16.6                                             | 19.2                                             | 21.4                                             | 16.6                                             |
| Temp. mín. media (°C)                             | 17.8                                             | 17.4                                             | 14.5                                             | 11.6                                             | 8.9                                              | 5.3                                              | 4.7                                              | 6.0                                              | 8.5                                              | 10.6                                             | 13.6                                             | 15.9                                             | 11.2                                             |
| Temp. mín. abs. (°C)                              | 4.6                                              | 1.9                                              | -1.7                                             | -4.8                                             | -4.9                                             | -6.3                                             | -7.2                                             | -5.4                                             | -4.5                                             | -3.9                                             | -0.3                                             | 1.8                                              | -7.2                                             |
| Precipitación total (mm)                          | 120.1                                            | 119.0                                            | 140.5                                            | 100.4                                            | 74.8                                             | 69.6                                             | 68.9                                             | 70.3                                             | 70.7                                             | 117.2                                            | 109.0                                            | 111.3                                            | 1171.8                                           |
| Nevadas (cm)                                      | 0                                                | 0                                                | 0                                                | 0                                                | 0                                                | 0                                                | 0                                                | 0                                                | 0                                                | 0                                                | 0                                                | 0                                                | 0                                                |
| Días de precipitaciones (≥ )                      | 10                                               | 10                                               | 9                                                | 9                                                | 8                                                | 6                                                | 5                                                | 7                                                | 8                                                | 9                                                | 10                                               | 10                                               | 101                                              |
| Días de nevadas (≥ 0)                             | 0                                                | 0                                                | 0                                                | 0                                                | 0                                                | 0                                                | 0                                                | 0                                                | 0                                                | 0                                                | 0                                                | 0                                                | 0                                                |
| Horas de sol                                      | 270                                              | 240                                              | 190                                              | 175                                              | 170                                              | 135                                              | 140                                              | 175                                              | 180                                              | 215                                              | 255                                              | 260                                              | 2405                                             |
| Humedad relativa (%)                              | 68                                               | 67                                               | 89                                               | 83                                               | 78                                               | 75                                               | 80                                               | 81                                               | 80                                               | 79                                               | 72                                               | 70                                               | 76.8                                             |
| Fuente: Servicio Meteorológico Nacional Argentino |                                                  |                                                  |                                                  |                                                  |                                                  |                                                  |                                                  |                                                  |                                                  |                                                  |                                                  |                                                  |                                                  |

## Personalidades
- Víctor Hugo Bugge, fotógrafo de la Presidencia de la Nación Argentina.
- Julio Lamas, DT de diversos equipos de básquet de Argentina. Entrenó en el Deportivo San Andrés.
- Osvaldo Raffo, perito forense y criminólogo.
- Sergio Massa, militante y dirigente político que ocupó entre otros, los cargos de: Diputado provincial y Nacional, Administrador de la Administración Nacional de la Seguridad Social, Intendente del Partido de Tigre, Provincia de Buenos Aires, Presidente de la Cámara de Diputados de la Nación Argentina, Jefe de Gabinete de Ministros de la Nación, Ministro de Economía y que fue candidato a presidente de la nación en 2015 y 2023.

## Parroquias de la Iglesia católica en San Andrés
| Diócesis   | San Martín                                        |
| ---------- | ------------------------------------------------- |
| Parroquias | La Asunción y San Andrés, Nuestra Señora de Luján |